# Jabłonna Lacka (gmina)
Jabłonna Lacka est une gmina rurale du powiat de Sokołów, Mazovie, dans le centre-est de la Pologne.
Son siège administratif (chef-lieu) est le village de Jabłonna Lacka, qui se situe à environ 16 km au nord-est de Sokołów Podlaski (siège de la powiat) et 103 km à l'est de Varsovie (capitale de la Pologne).
La gmina couvre une superficie de 149,4 km2 pour une population de 5 059 habitants en 2006.

## Géographie
La gmina inclut les villages et localités de :

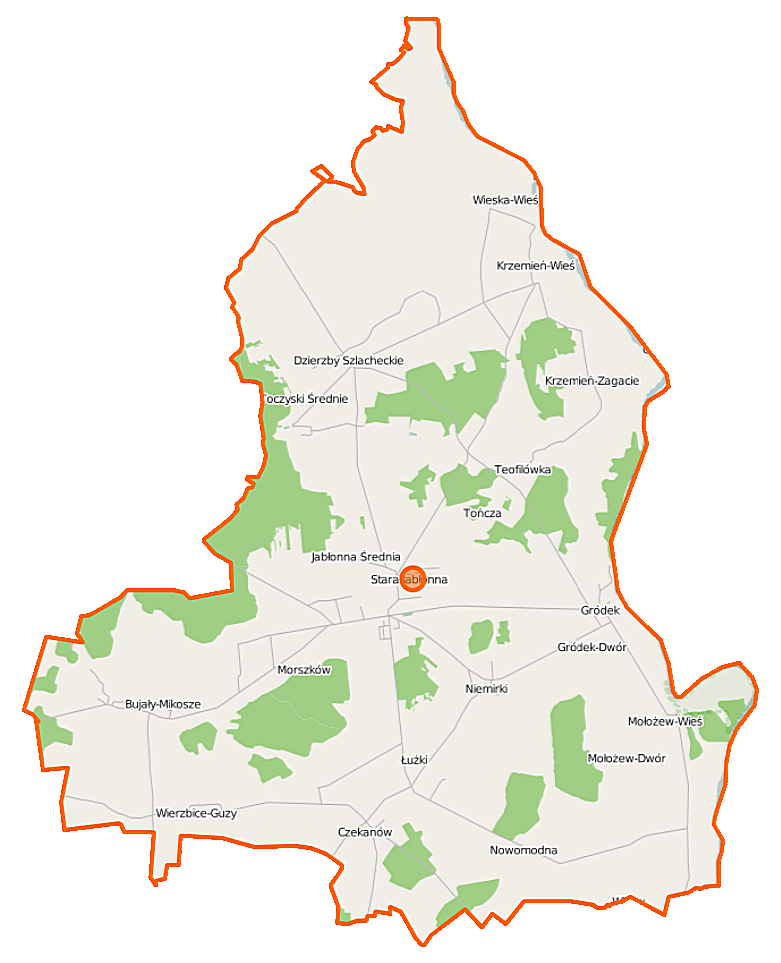
Plan de la gmina

- Bujały-Gniewosze
- Bujały-Mikosze
- Czekanów
- Dzierzby Szlacheckie
- Dzierzby Włościańskie
- Gródek
- Gródek-Dwór
- Jabłonna Lacka
- Jabłonna Średnia
- Jabłonna-Kolonia
- Krzemień-Wieś
- Krzemień-Zagacie
- Łuzki
- Łuzki-Kolonia
- Mołożew-Wieś
- Morszków
- Niemirki
- Nowomodna
- Stara Jabłonna
- Teofilówka
- Toczyski Podborne
- Toczyski Średnie
- Tończa
- Wierzbice-Guzy
- Wierzbice-Strupki
- Wieska-Wieś
- Wirów

### Gminy voisines
La gmina de Jabłonna Lacka est voisine des gminy suivantes :
- Ciechanowiec
- Drohiczyn
- Perlejewo
- Repki
- Sabnie
- Sokołów Podlaski
- Sterdyń

## Structure du terrain
D'après les données de 2002, la superficie de la commune de Jabłonna Lacka est de 149,4 km2, répartis comme telle :
- terres agricoles : 75%
- forêts : 19%

La commune représente 13,2% de la superficie du powiat.

## Démographie
Données du 30 juin 2004 :
| Description        | Total  | Total | Femmes | Femmes | Hommes | Hommes |
| ------------------ | ------ | ----- | ------ | ------ | ------ | ------ |
| Unité              | Nombre | %     | Nombre | %      | Nombre | %      |
| Population         | 5 127  | 100   | 2 659  | 51,9   | 2 468  | 48,1   |
| Densité (hab./km²) | 34,3   | 34,3  | 17,8   | 17,8   | 16,5   | 16,5   |